# Сант'Албино (Сијена)
Сант'Албино је насеље у Италији у округу Сијена, региону Тоскана.
Према процени из 2011. у насељу је живело 1227 становника. Насеље се налази на надморској висини од 485 м.